# Hyoscyamus niger

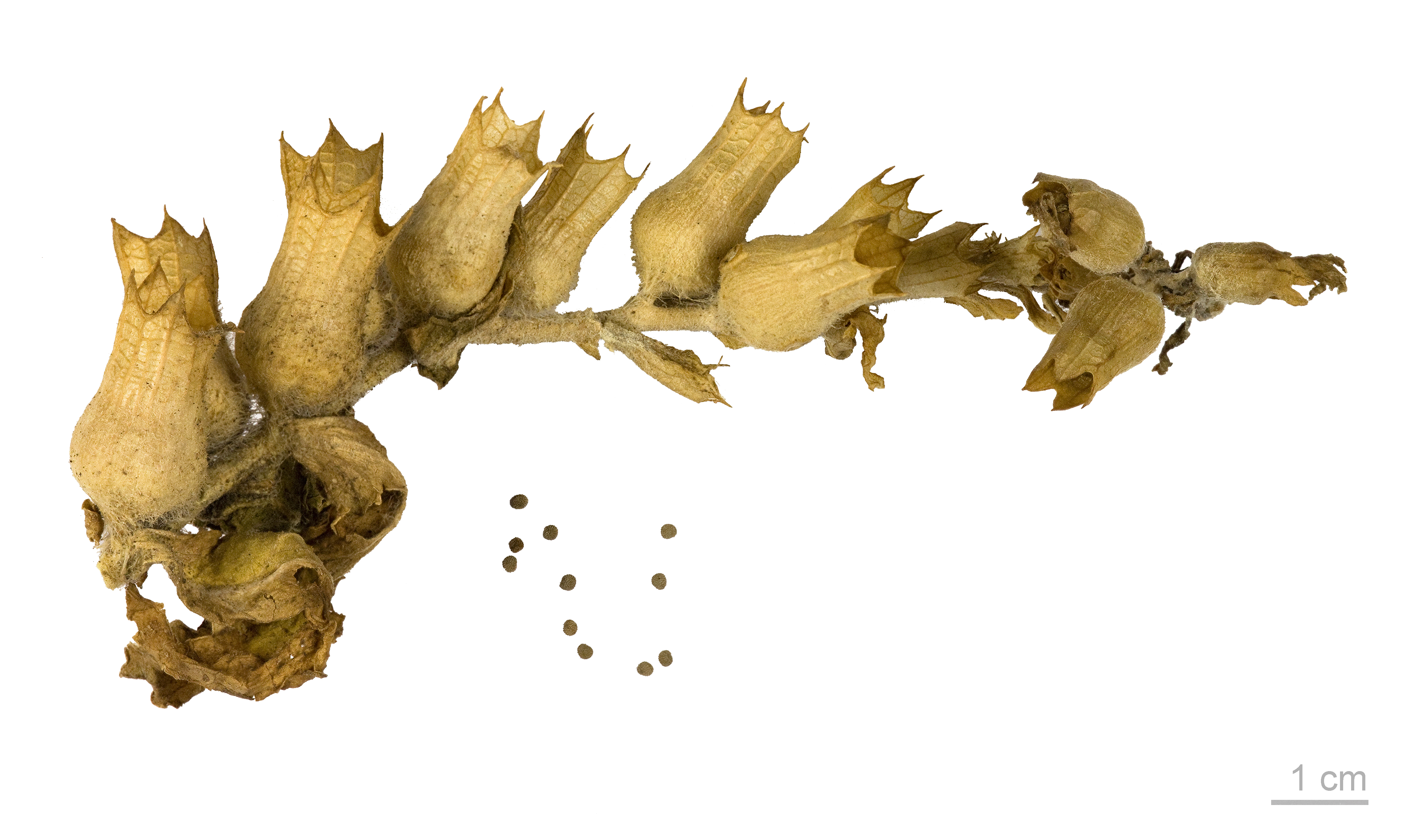
Hyoscyamus niger

Hyoscyamus niger là loài thực vật có hoa trong họ Cà. Loài này được Carl Linnaeus mô tả khoa học đầu tiên năm 1753.